# Волченское сельское поселение
Во́лченское се́льское поселе́ние — сельское поселение в составе Каменского района Ростовской области России.
Административный центр — хутор Волченский.

## География
Поселение находится в юго-западной части Каменского района Ростовской области, имеет площадь 26,0 тыс. га. Расположено на отрогах Донецкого кряжа, местность сильно изрежена балками и оврагами с многочисленными ручьями и протоками.

## Административное устройство
В состав Волченского сельского поселения входят 7 населенных пунктов:
- хутор Волченский
- хутор Аникин
- хутор Белгородцев
- хутор Березка
- хутор Плешаков
- посёлок Разъезд 201-й км
- хутор Светлый

Упразднены: хутора Новониколаевка, Степной

## Население
| 2010  | 2012  | 2013  | 2014  | 2015  | 2016  | 2017  |
| ----- | ----- | ----- | ----- | ----- | ----- | ----- |
| 2027  | ↘1990 | ↘1928 | ↘1873 | ↘1842 | ↘1787 | ↗1789 |
| 2018  | 2019  | 2020  | 2021  |       |       |       |
| ↘1785 | ↘1741 | ↘1724 | ↘1714 |       |       |       |